# Bistum Orán
Das Bistum Orán (lat.: Dioecesis Novoraniensis, span.: Diócesis de Orán) ist eine in Argentinien gelegene römisch-katholische Diözese mit Sitz in San Ramón de la Nueva Orán.

## Geschichte
Das Bistum Orán wurde am 10. April 1961 durch Papst Johannes XXIII. mit der Päpstlichen Bulle Supremi muneris aus Gebietsabtretungen des Erzbistums Salta errichtet und diesem als Suffraganbistum unterstellt.

## Bischöfe von Orán
- Francisco Felipe de la Cruz Muguerza OFM, 1961–1969
- Manuel Guirao, 1970–1981, dann Bischof von Santiago del Estero
- Gerardo Eusebio Sueldo, 1982–1993, dann Koadjutorbischof von Santiago del Estero
- Mario Antonio Cargnello, 1994–1998, dann Koadjutorerzbischof von Salta
- Jorge Rubén Lugones SJ, 1999–2008, dann Bischof von Lomas de Zamora
- Marcelo Daniel Colombo, 2009–2013, dann Bischof von La Rioja
- Gustavo Óscar Zanchetta, 2013–2017
- Luis Antonio Scozzina OFM, seit 2018